# Ma'rib (província)

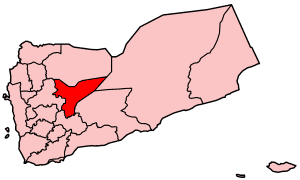
Localização no Iêmen

Ma'rib (em árabe: مأرب) é um mohafazah (província) do Iêmen. Em janeiro de 2004 possuia uma população de 241.690 habitantes. Sua capital é a cidade de Ma'rib, habitada desde a Antiguidade.